# Comte-maréchal
Le comte-maréchal  (Earl Marshal, parfois écrit Marschal ou Marischal) est l'un des plus importants hauts fonctionnaires honorifiques du Royaume-Uni. En tant que huitième grand officier d'État du Royaume-Uni, il est inférieur dans l'ordre de préséance au lord-grand-chambellan (Lord Great Chamberlain) et supérieur au lord-grand-amiral (Lord High Admiral).

## Histoire
La fonction est héréditaire au sein de la famille Fitzalan-Howard, ducs de Norfolk, depuis le 6e duc en 1672.

## Fonctions
La loi du Parlement (House of Lords Act (1999)) a supprimé le droit automatique des pairs héréditaires à siéger à la Chambre des lords. Néanmoins, elle dit aussi qu'il faut que le duc de Norfolk y ait un siège pour qu'il puisse remplir ses devoirs, tous comme le lord-grand-chambellan.

### Angleterre
Au Moyen Âge, le comte-maréchal et le lord-grand-chambellan étaient chefs des officiers de chevaux et des écuries du monarque. Lorsque la chevalerie a perdu de l'importance, le poste du grand-chambellan a été abandonné (réintroduit uniquement pour les couronnements) et le comte-maréchal a été nommé tête du collège des Hérauts (College of Arms), aujourd'hui un organe responsable des affaires de généalogie et d'héraldique.
Le comte-maréchal a la responsabilité de l'organisation des funérailles d'État et royales, ainsi que des couronnements des monarques à l'abbaye de Westminster.

### Écosse
Nommé comte-maréchal d'Écosse ou grand-maréchal d'Écosse (Earl Marischal ou Great Marischal of Scotland en anglais et marascallus Scotie en gaélique écossais).
Le rôle du maréchal était de servir de gardien des regalia d'Écosse (Scottish Regalia), les joyaux de la couronne écossaise, et de protéger la personne du roi lors de sa présence au parlement. Le rôle de régulation de l'héraldique attribué au comte-maréchal continue en Écosse par du Lord Lyon roi d'armes (Lord Lyon King of Arms).
Le titre d'Earl Marischal ou comte-maréchal d'Écosse est héréditaire au sein du clan Keith.
Le poste séparé de chevalier-maréchal (Knight Marischal) a été créé pour le couronnement du roi Charles Ier d'Écosse en 1633.

## Liste des comtes-maréchaux

Les armoiries des ducs de Norfolk.

### Liste des lords-maréchaux d'Angleterre depuis 1135
- 1194-1219 : Guillaume le Maréchal (vers 1145-1219), 1er comte de Pembroke
- 1338-1344 : William Montagu (1301-1344), 1er comte de Salisbury
- 1661-1662 : James Howard (1619-1689), 3e comte de Suffolk
- 1662-1672 : Commission
- 1672-1684 : Henry Howard (1628-1684), 6e duc de Norfolk
- 1684-1701 : Henry Howard (1655-1701), 7e duc de Norfolk

### Liste des comtes-maréchaux de Grande-Bretagne depuis 1707
- 1701-1732 : Thomas Howard (1683-1732), 8e duc de Norfolk
- 1732-1777 : Edward Howard (1686-1777), 9e duc de Norfolk
- 1777-1786 : Charles Howard (1720-1786), 10e duc de Norfolk
- 1786-1815 : Charles Howard (1746-1815), 11e duc de Norfolk
- 1815-1842 : Bernard Edward Howard (1765-1842), 12e duc de Norfolk
- 1842-1856 : Henry Charles Howard (1791-1856) , 13e duc de Norfolk
- 1856-1860 : Henry Granville Fitzalan-Howard (1815-1860), 14e duc de Norfolk
- 1860-1917 : Henry Fitzalan-Howard (1847-1917), 15e duc de Norfolk
- 1917-1975 : Bernard Marmaduke Fitzalan-Howard (1908-1975), 16e duc de Norfolk
- 1975-2002 : Miles Francis Stapleton Fitzalan-Howard (1915-2002), 17e duc de Norfolk
- Depuis 2002 : Edward Fitzalan-Howard (né en 1956), 18e duc de Norfolk